# Liga Suíça de Basquetebol de 2024-25
A Temporada da SBL de 2024–25 foi a 94ª edição da competição de elite do basquetebol da Suíça, tendo o Fribourg Olympic como defensor do título suíço, dos quais possui 22 no total, aliás, por infortúnio da Pandemia de COVID-19 na Suíça e a paralisação da liga a equipe de Fribourg não é atualmente heptacampeão suíço consecutivo.
A temporada ficou marcada por uma boa participação do Fribourg Olympic que chegou novamente nas quartas de finais da Copa Europeia, desta vez eliminados pelos gregos do PAOK Salônica e posteriormente acabaram por conquistar a sua 8ª SBL Cup (Copa da Liga), em Montreux contra o Lions de Genève. O ano também foi importantíssimo para os genebrinos do Lions de Genève que conquistaram seu 3º título da SBL contra os grandes rivais friburguenses, mas também em abril venceram o Union Neuchâtel em sua 4ª conquista da Copa Patrick Bauermann (Copa da Suíça).

## Equipes participantes
Para essa temporada a liga passou para 9 equipes tendo a saída do Vevey Riviera Basket que foi disputar a NL1 (equivalente à terceira divisão nacional) em virtude tentativa de deixar o orçamento financeiro mais realista com a situação do clube.
| Clube                        | Cidade    | Arena                          | Capacidade |
| ---------------------------- | --------- | ------------------------------ | ---------- |
| BBC Monthey-Chablais         | Monthey   | Reposieux                      | 600        |
| BBC Nyon                     | Nyon      | Centre Sportif Rocher          | 900        |
| Fribourg Olympic             | Friburgo  | Halle Saint Léonard            | 3 000      |
| Lions de Genève              | Genebra   | Salle polyvalente Pommier      | 2 800      |
| Lugano Tigers                | Lugano    | Istituto Elvetico              |            |
| Pully Lausanne Foxes         | Lausana   | Salle Omnisport Arnold Reymond | 1 500      |
| Spinelli Massagno            | Massagno  | Palamondo de Cadempino         |            |
| Starwings Basket Regio Basel | Basileia  | Sporthalle Birsfelden          | 2 000      |
| Union Neuchâtel              | Neuchâtel | La Riveraine                   | 2 500      |
| Fonte:                       |           |                                |            |

## Formula de competição
Na temporada regular, as 9 equipes jogam em turno, returno e uma terceiro turno baseado na classificação da primeira etapa. Ao término dessa, os oito melhores classificados avançam para os playoffs onde os confrontos são marcados entre 1ºx8º, 4ºx5º, 2ºx7º e 3ºx6º definidos em melhor de cinco jogos. Os vencedores avançam para semifinais e posteriormente para as finais, todas decididas em melhor de cinco jogos.

## Temporada regular
| Pos. | Clube                                 | J  | V  | D  | Pt. | P+   | P-   | SP   | Classificação |
| ---- | ------------------------------------- | -- | -- | -- | --- | ---- | ---- | ---- | ------------- |
| 1    | Fribourg Olympic                      | 24 | 23 | 1  | 46  | 2447 | 1741 | +706 | Playoffs      |
| 2    | Lions de Genève pwd by Grand-Saconnex | 24 | 21 | 3  | 42  | 2188 | 1831 | 357  | Playoffs      |
| 3    | Pully Lausanne Foxes                  | 24 | 15 | 9  | 30  | 2185 | 2105 | 80   | Playoffs      |
| 4    | BBC Nyon                              | 24 | 11 | 13 | 22  | 1908 | 2046 | -138 | Playoffs      |
| 5    | Spinelli Massagno                     | 24 | 11 | 13 | 22  | 1994 | 2082 | -88  | Playoffs      |
| 6    | Starwings Basket Regio Basel          | 24 | 8  | 16 | 16  | 1854 | 2105 | -251 | Playoffs      |
| 7    | Union Neuchâtel                       | 24 | 8  | 16 | 16  | 1776 | 1918 | -142 | Playoffs      |
| 8    | BBC Monthey-Chablais                  | 24 | 7  | 17 | 14  | 1925 | 2130 | -205 | Playoffs      |
| 9    | Lugano Tigers                         | 24 | 4  | 20 | 8   | 1923 | 2242 | -319 |               |

### Resultados
| ↓ Casa\Visitante →   | MON    | NYO    | FRI    | GEN    | LUG    | LAU    | MAS    | BAS    | NEU     |
| -------------------- | ------ | ------ | ------ | ------ | ------ | ------ | ------ | ------ | ------- |
| BBC Monthey          |        | 71-76  | 76-105 | 75-95  | 82-88  | 83-95  | 85-80  | 85-80  | 78-86   |
| BBC Monthey          | 86-83  |        |        | 102-88 | 88-99  |        |        | 66-65  |         |
| BBC Nyon             | 69-72  |        | 90-92  | 74-87  | 90-89  | 80-95  | 62-77  | 86-78  | 68-80   |
| BBC Nyon             |        | 54-134 |        | 96-76  |        | 87-83  | 98-95  |        |         |
| Fribourg Olympic     | 106-90 | 105-79 |        | 99-84  | 109-71 | 110-93 | 107-76 | 106-59 | 78-59   |
| Fribourg Olympic     | 121-82 |        | 95-58  |        |        | 117-69 |        | 108-62 |         |
| Lions de Genève      | 93-58  | 93-86  | 63-84  |        | 101-85 | 88-81  | 93-68  | 105-54 | 80-73   |
| Lions de Genève      | 106-91 | 107-74 |        |        | 96-73  |        |        | 77-52  |         |
| Lugano Tigers        | 76-83  | 65-74  | 82-93  | 63-98  |        | 77-84  | 70-85  | 95-91  | 103-107 |
| Lugano Tigers        |        |        | 62-106 | 88-103 |        | 78-103 | 87-78  |        |         |
| Pully Lausanne Foxes | 87-80  | 94-78  | 54-97  | 98-106 | 112-91 |        | 102-98 | 86-64  | 92-72   |
| Pully Lausanne Foxes |        | 86-93  | 83-96  |        | 124-87 |        | 107-98 |        |         |
| Spinelli Massagno    | 68-91  |        | 91-88  | 78-87  | 104-91 | 86-78  |        | 77-85  | 90-78   |
| Spinelli Massagno    | 93-92  | 90-81  |        | 89-103 |        | 94-87  |        | 62-74  |         |
| Starwings Basel      | 87-75  | 62-73  | 66-86  | 83-85  | 68-60  | 94-96  | 63-73  |        | 74-73   |
| Starwings Basel      | 86-77  |        | 69-112 | 57-114 |        |        | 93-91  |        |         |
| Union Neuchâtel      | 76-67  | 79-68  | 69-93  | 53-66  | 87-84  | 71-93  | 90-69  | 66-71  |         |
| Union Neuchâtel      |        | 72-79  |        |        | 62-67  | 78-86  |        | 94-99  |         |

## Playoffs
A disputa de playoffs dá-se entre 1ºx8º, 4ºx5º, 2ºx7º e 3ºx6º, formato melhor de 5 jogos (quem vencer três jogos primeiro avança para a próxima fase), sendo que a vantagem de decidir em casa cabe ao melhor colocado na temporada regular.

### Quartas de finais
| Time 1                                | Série | Time 2                       | 1º Jogo  | 2º Jogo  | 3º Jogo  | 4º Jogo | 5º Jogo |
| ------------------------------------- | ----- | ---------------------------- | -------- | -------- | -------- | ------- | ------- |
| Fribourg Olympic                      | 3 - 0 | BBC Monthey-Chablais         | 113 - 83 | 118 - 95 | 98 - 79  | -       | -       |
| BBC Nyon                              | 0 - 3 | Spinelli Massagno            | 74 - 79  | 68 - 86  | 83 - 100 | -       | -       |
| Lions de Genève pwd by Grand-Saconnex | 3 - 2 | Union Neuchâtel              | 88 - 70  | 78 - 70  | 74 - 77  | 78 - 76 | 89 - 58 |
| Pully Lausanne Foxes                  | 3 - 0 | Starwings Basket Regio Basel | 108 - 78 | 100 - 64 | 94 - 77  | -       | -       |

### Semifinais
| Time 1                                | Série | Time 2               | 1º Jogo  | 2º Jogo | 3º Jogo | 4º Jogo | 5º Jogo |
| ------------------------------------- | ----- | -------------------- | -------- | ------- | ------- | ------- | ------- |
| Fribourg Olympic                      | 3 - 0 | Spinelli Massagno    | 96 - 76  | 96 - 82 | 90 - 78 | -       | -       |
| Lions de Genève pwd by Grand-Saconnex | 3 - 0 | Pully Lausanne Foxes | 104 - 70 | 78 - 71 | 93 - 76 | -       | -       |

### Finais
| Time 1           | Série | Time 2                                | 1º Jogo | 2º Jogo | 3º Jogo | 4º Jogo | 5º Jogo |
| ---------------- | ----- | ------------------------------------- | ------- | ------- | ------- | ------- | ------- |
| Fribourg Olympic | 1 - 3 | Lions de Genève pwd by Grand-Saconnex | 82 - 74 | 88 - 91 | 72 - 64 | 74 - 80 | -       |

| SBL de 2024-25 Campeões   |
| ------------------------- |
| Lions de Genève 3º Título |

## Clubes suíços em competições internacionais
| Clube            | Competição        | TR | TR | PO | PO | PO | Resultado                                                                           |
| Clube            | Competição        | V  | D  | V  | E  | D  | Resultado                                                                           |
| ---------------- | ----------------- | -- | -- | -- | -- | -- | ----------------------------------------------------------------------------------- |
| Fribourg Olympic | Liga dos Campeões | -  | -  | 1  | -  | 1  | Eliminado - na final do Torneio 1 da fase classificatória para SL Benfica (85 - 91) |
| Fribourg Olympic | Copa Europeia     | 4  | 2  | -  | -  | -  | Classificado para a próxima fase como 2ª colocado no Grupo C                        |
| Fribourg Olympic | Copa Europeia     | 3  | 3  | -  | -  | -  | Classificado - disputando a segunda fase no Grupo N                                 |
| Fribourg Olympic | Copa Europeia     | -  | -  | -  | 1  | 1  | Eliminado - nas quartas de finais contra PAOK Mateco (62-62;76-82 - saldo -6)       |